# Universidade Popular Portuguesa
A Universidade Popular Portuguesa (1919 — 1933) foi uma instituição portuguesa de educação popular criada em 1919, em Lisboa.

## História
A instituição foi fundada em janeiro de 1919 na sequência do movimento das Universidade Populares de França e das experiências realizadas em 1912 no Porto e em Setúbal, tendo sido inaugurada em 27 de abril de 1929.
Tinha como objetivo estatutário contribuir para a educação geral do povo português, designadamente através da realização de conferências e  sessões cinematográficas e da constituição de bibliotecas.
A Universidade Popular Portuguesa dirigiu a sua atividade especialmente à classe operária, tendo alcançado grande prestígio em Portugal.
Alcançou igualmente reconhecimento internacional, mantendo relações com o «Bureau International d'Education», a «Ligue Internationale pour L'Education Nouvelle» e o «Bureau International du Travail».

## Estatutos
Os Estatutos da Universidade Popular Portuguesa foram aprovados em assembleia geral de 24 de agosto de 1919 e alterados nas assembleias gerais de 18 de agosto e 27 de novembro de 1924.

## Revista Educação Popular
A Universidade Popular Portuguesa editou a revista Educação Popular.

## Reconhecimento governamental
Pelo Decreto n.º 5.781, de 10 de maio de 1919, a Universidade Popular Portuguesa foi declarada instituição de utilidade nacional.
Por Portaria de 16 de abril de 1923, o ministro da instrução pública João Camoesas deu público louvor à Universidade Popular Portuguesa «pelo seu zêlo e dedicação consagrados à obra da educação popular.»

## A biblioteca
Após a extinção da Universidade Popular Portuguesa, a sua biblioteca, que contava com muitos milhares de volumes, foi oferecida à associação A Voz do Operário.

## Colaboradores
Alguns dos seus mais distintos colaboradores foram Faria de Vasconcelos, João Camoesas e Bento de Jesus Caraça.